# Rasanze
Rasanze o Porto Rasanze (in croato Ražanac) è un comune della Croazia della regione zaratina.

## Geografia fisica
L'area del comune di Rasanze i affaccia sulla sponda meridionale del canale della Morlacca. A nord della cittadina, al centro del canale, si trovano gli isolotti Rasanze.

## Società

### Etnie e minoranze straniere
Al censimento del 2011 possedeva una popolazione di 2.940 abitanti. La maggior parte della popolazione è di etnia croata.

### La presenza autoctona di italiani
Agli inizi del XX secolo era ancora presente una piccola comunità di italiani autoctoni che abitarono per secoli, la penisola dell'Istria e le coste e le isole del Quarnaro e della Dalmazia, territori che furono della Repubblica di Venezia.

## Località
Il comune di Rasanze è diviso in 8 insediamenti (naselja):
| - Ljubač (Gliuba o Giuba o Giubba) - Ljubački Stanovi (Stanzia di Gliuba o La Mola) - Jovići (Jovich o Giovici o Giove o Rurano) - Podvršje (Pediversie o Vérzevo) - Radovin (Radovin o Radovino o Piegari) - Ražanac (Rasanze) - Rtina (Retina o Artina) - Krneza (Chernesa o Cernesa o Carnessa) |